# 강은미
강은미(姜恩美, 1970년 9월 6일~)는 대한민국의 정치인이다. 제21대 국회의원을 지냈다.

## 학력
- 동곡초등학교 졸업
- 송정여자중학교 졸업
- 금호중앙여자고등학교 졸업
- 전남대학교 자연과학대학 해양학과 졸업

## 경력
- 민주노동당 광주광역시당 부위원장
- 2006년 7월~2010년 3월 제5대 광주광역시 서구의회 의원
- 2010년 7월~2014년 6월 제6대 광주광역시의회 의원
  - 제6대 광주광역시의회 4대강사업대책특별위원회 간사
  - 제6대 광주광역시의회 예산결산특별위원회 위원
  - 제6대 광주광역시의회 환경복지위원회 간사
- 틔움키움 광주전남 네트워크 이사
- 2013년 8월~2015년 7월 정의당 광주광역시당위원장
- 2017년 7월~2019년 7월 정의당 부대표
- 2020년 5월~2020년 9월 정의당 원내수석부대표
- 2020년 9월~2021년 5월 정의당 원내대표
- 2021년 1월~2021년 3월 정의당 비상대책위원회 위원장
- 2023년 5월: 정의당 원내대변인
- 2023년 10월: 대한적십자사 전국대의원총회 대의원
- 2024년 2월: 녹색정의당 원내대변인
- 정의당 광주광역시당 서구 을 지역위원회 위원장
- 정의정책연구소 이사
- 2024년 10월~ 정의당 광주광역시당위원장
- 2024년 10월~ 정의당 광주광역시당 서구 을 지역위원회 위원장

### 의정 활동
- 2020년 5월~2024년 5월: 제21대 국회의원(비례대표, 정의당)
  - 2020. 6.~2022. 5. 제21대 국회 전반기 환경노동위원회 위원
  - 2020. 9.~2021. 5. 제21대 국회 전반기 운영위원회 위원
  - 2020. 9.~2021. 5. 제21대 국회 전반기 운영위원회 국회운영개선소위원회 위원
  - 2020. 9.~2021. 5. 제21대 국회 전반기 운영위원회 청원심사소위원회 위원장
  - 2021. 7.~2022. 5. 제21대 국회 전반기 예산결산특별위원회 위원
  - 2022. 7.~2024. 5.: 제21대 국회 후반기 보건복지위원회 위원
  - 2022. 7.~2024. 5.: 제21대 국회 연금개혁 특별위원회 위원
  - 2023. 11.~2023. 12. 제21대 국회 대법원장(조희대) 임명동의에 관한 인사청문특별위원회 위원

## 역대 선거 결과
|  | 17.02% |

|  | 41.51% |

|  | 36.71% |

|  | 6.75% |

|  | 5.68% |

|  | 9.67% |

|  | 14.66% |

## 같이 보기
- 대한민국 제21대 국회의원 선거 정의당 후보 목록#비례대표